# Carcinoma sarcomatoide de pulmón
El carcinoma sarcomatoide de pulmón es un grupo que abarca cinco subtipos histológicos distintos de cáncer de pulmón, que incluyen (1) carcinoma pleomórfico, (2) carcinoma de células fusiformes, (3) carcinoma de células gigantes, (4) carcinosarcoma o (5) blastoma pulmonar. .

## Genética
La duplicación anormal del gen EGFR es un fenómeno relativamente infrecuente en el carcinoma sarcomatoide de pulmón (>/= 4 copias en >/= 40% de células en 5/22)
La sobreexpresión de la proteína EGFR ocurre en casi todos los  casos (22/22).
Se encontraron mutaciones de K-ras encontradas en 8/22 casos (Gly12Cys en 6 casos y Gly12Val en 2 casos)
El carcinoma sarcomatoide de pulmón muestra una intensa infiltración inmunitaria predominantemente neutrofílica. Sin embargo, los tumores evaden el sistema inmunológico mediante el aumento de la expresión de un regulador negativo de las células T, principalmente ligando 1 de muerte programada.

## Diagnóstico

### Clasificación
El cáncer de pulmón es una familia grande y excepcionalmente heterogénea de neoplasias. Más de 50 variantes histológicas diferentes se reconocen explícitamente en la revisión de 2004 del sistema de tipificación de la Organización Mundial de la Salud (OMS) ("OMS-2004"), que actualmente es el esquema de clasificación de cáncer de pulmón más utilizado. Muchas de estas entidades son raras, descritas recientemente y poco conocidas. Sin embargo, dado que las diferentes formas de tumores malignos generalmente exhiben diversas propiedades genéticas, biológicas y clínicas, incluida la respuesta al tratamiento, la clasificación precisa de los casos de cáncer de pulmón es fundamental para garantizar que los pacientes con cáncer de pulmón reciban un manejo óptimo.
Aproximadamente el 98% de los cánceres de pulmón son carcinomas, un término para las neoplasias malignas derivadas de células de linaje epitelial o que exhiben características citológicas o arquitectónicas de tejido que se encuentran característicamente en las células epiteliales. Según la OMS-2004, los carcinomas de pulmón se dividen en 8 taxones principales:
- Carcinoma de células escamosas
- Carcinoma de células pequeñas
- Adenocarcinoma
- Carcinoma de células grandes
- Carcinoma adenoescamoso
- Carcinoma sarcomatoide
- Tumor carcinoide
- Carcinoma similar a las glándulas salivales

Los carcinomas sarcomatoides son únicos entre los carcinomas de pulmón en que, aunque se consideran carcinomas, contienen características citológicas y arquitectónicas tisulares que suelen ser características del sarcoma.

## Tratamiento
Debido a que estos tumores son tan raros, aún no se han realizado ensayos clínicos aleatorios con respecto a regímenes de tratamiento específicos para ningún subtipo.
En la bibliografía se han publicado muy pocos estudios histoespecíficos de subtipos individuales de LCP; la mayoría de los datos han sido pequeñas series de casos retrospectivas o informes de casos.
En muchos casos, los carcinomas sarcomatoides de pulmón generalmente se tratan como otros cánceres de pulmón no microcíticos. Sin embargo, dado que los carcinomas sarcomatoides se consideran cánceres de pulmón de células no pequeñas particularmente agresivos, algunos expertos recomiendan un enfoque de tratamiento particularmente agresivo para estos tumores.
Se sabe poco acerca de los efectos de los inhibidores de EGFR en la CS, aunque algunas pruebas sugieren que es poco probable que estos tumores respondan mucho.

## Pronóstico
Como grupo, el pronóstico del carcinoma sarcomatoide de pulmón se considera peor que el de la mayoría de los tipos de carcinoma de pulmón no microcítico.[cita requerida]